# Hausen ob Verena
Hausen ob Verena é um município da Alemanha, no distrito de Tuttlingen, na região administrativa de Freiburg , estado de Baden-Württemberg.